# ای، دامفریز و گلووی
ای، دامفریز و گلووی (به انگلیسی: Ae, Dumfries and Galloway) یک روستا در بریتانیا است که در دامفریس و گالووی واقع شده‌است. ای ۲۰۰ نفر جمعیت دارد.